# Rewir
Rewir – terytoria osobnicze.
Powierzchnia zajmowana jest przez populacje, stale (lub okresowo) bronioną przez nią. Kształt i wielkość rewirów zależy m.in. od ukształtowania powierzchni terenu oraz warunków klimatycznych, właściwości biologicznych gatunku zamieszkującego i wielu innych czynników. Rewiry niekiedy nakładają się na siebie (zależy od środowiska). Sumując powierzchnię rewirów otrzymujemy areał przestrzenny populacji.